# Стаббс, Джордж
Джордж Стаббс (англ. George Stubbs; 24 августа 1724, Ливерпуль — 10 июля 1806[…], Лондон) — британский художник-анималист и учёный-биолог.
Джордж Стаббс был известен как один из ведущих европейских художников-анималистов. Помимо этого он получил звание доцента в области анатомии человека и животных при Йоркском госпитале. Стаббс также является автором ряда научных изданий, в том числе вышедшей в 1766 году работы «Анатомия лошадей». Типичным для полотен Стаббса было безупречное с научной точки зрения изображение животных.

## Биография
Художник и учёный родился в семье кожевника и торговца кожами. В юности работал в отцовском хозяйстве. После смерти отца в 1741 году некоторое время обучается рисованию в графике в Ланкашире, однако вскоре бросил учёбу и далее совершенствовался в живописи как самоучка. В первой половине 1740-х годов занимается портретной живописью. С 1745 по 1751 год изучает анатомию в Йоркском центральном госпитале. В 1754 совершает путешествие в Италию. В 1756—1759 годах проживает в Хоркстоу, Линкольншир, где изучает жизнь, привычки и разведение лошадей. В 1759 Стаббс переезжает в Лондон и работает там над своим капитальным трудом «Анатомия лошадей», который выходит в свет в 1766 году. Сделанные художником оригиналы иллюстраций к этой книге хранятся ныне в архиве Королевской академии художеств. Ещё до издания этого труда Джордж Стаббс получил от герцога Ричмонда заказ на три полотна, изображающие лошадей, с которыми художник замечательно справился. Начиная с этого момента Стаббс становится модным среди британской аристократии мастером кисти и материально обеспеченным человеком.

## Галерея

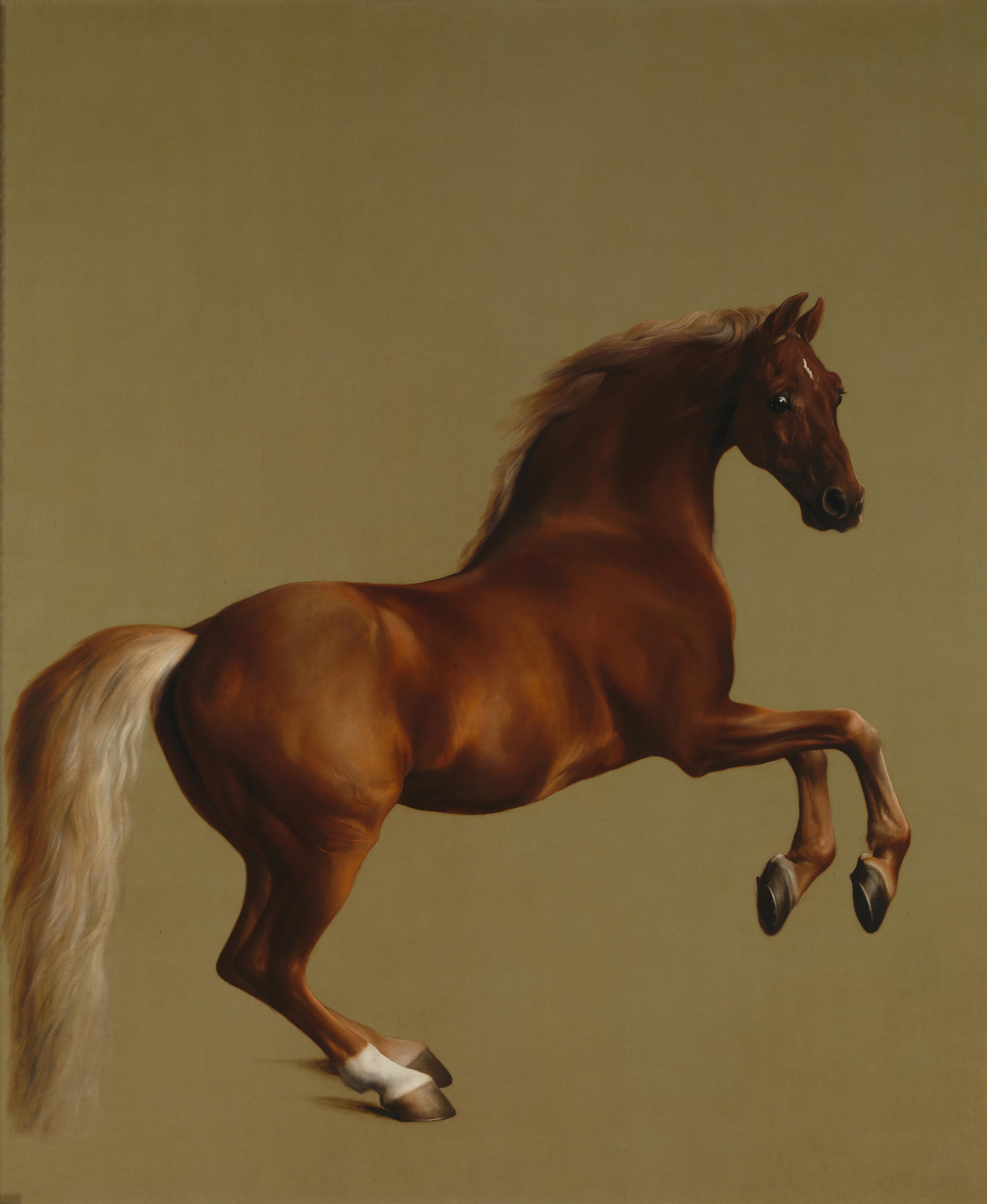
Уистлиджейкет (1762)
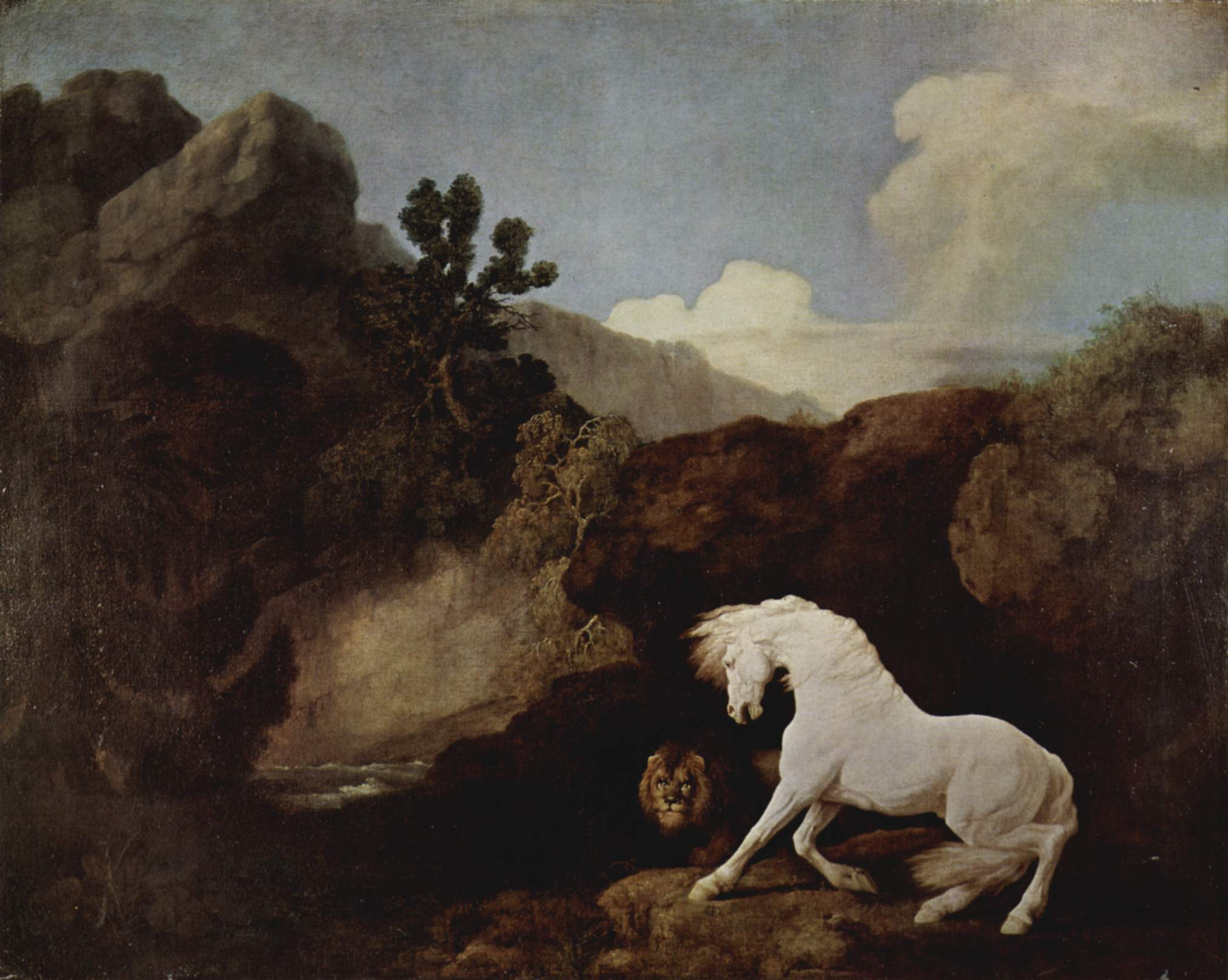
Конь, испуганный львом (1770)
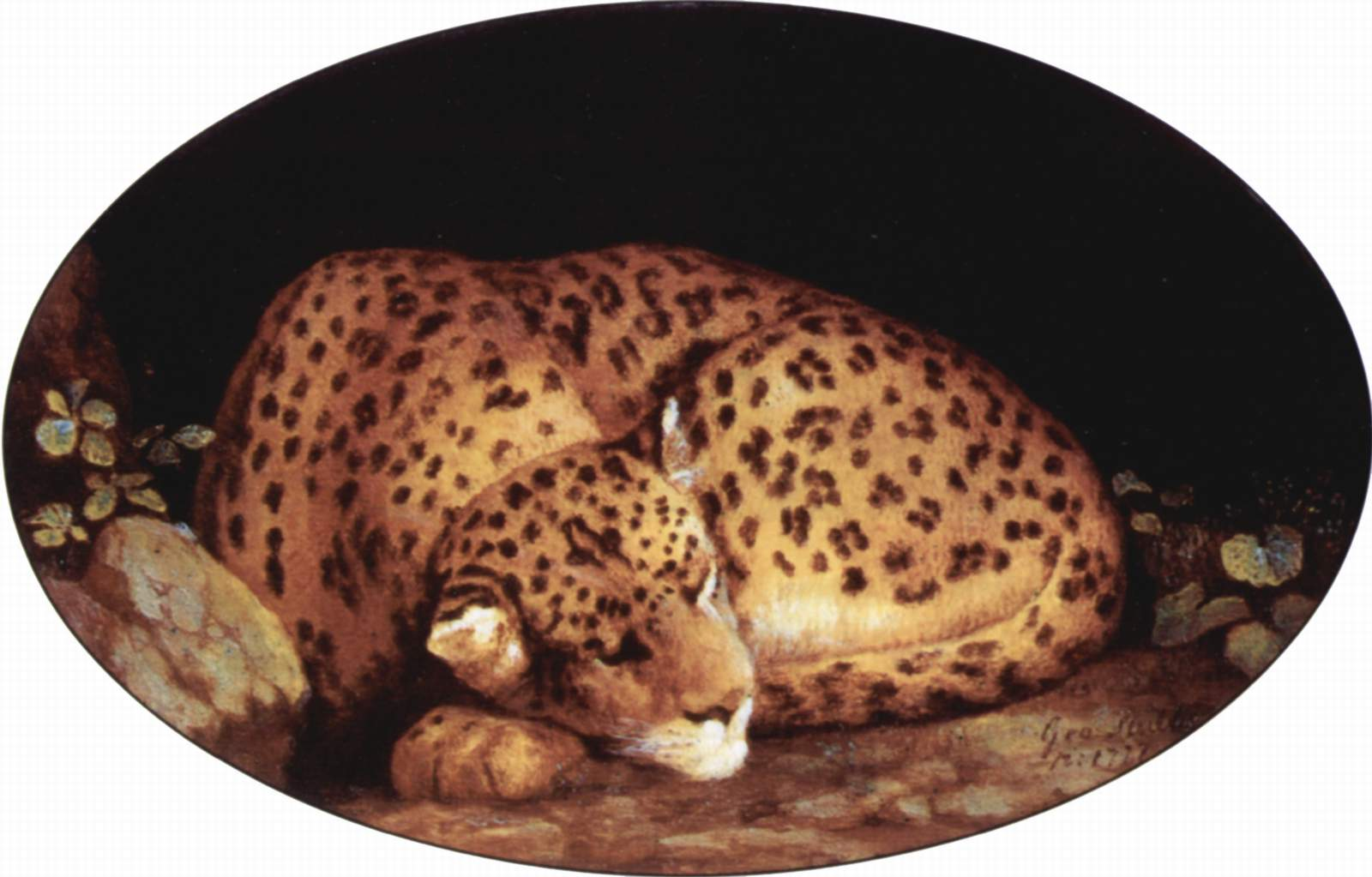
Леопард (1780)
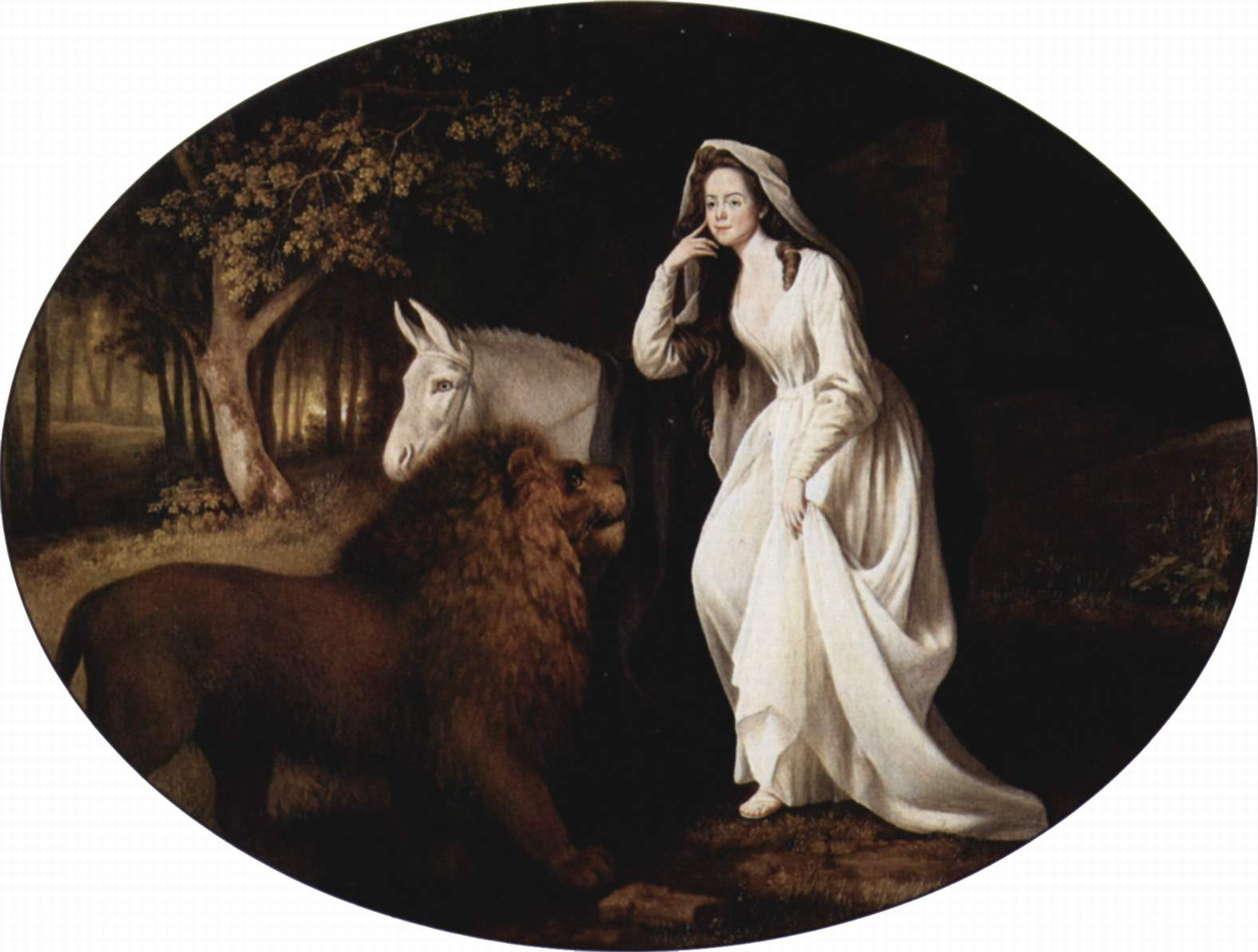
Портрет Изабеллы Сальтонсталь (Уна)
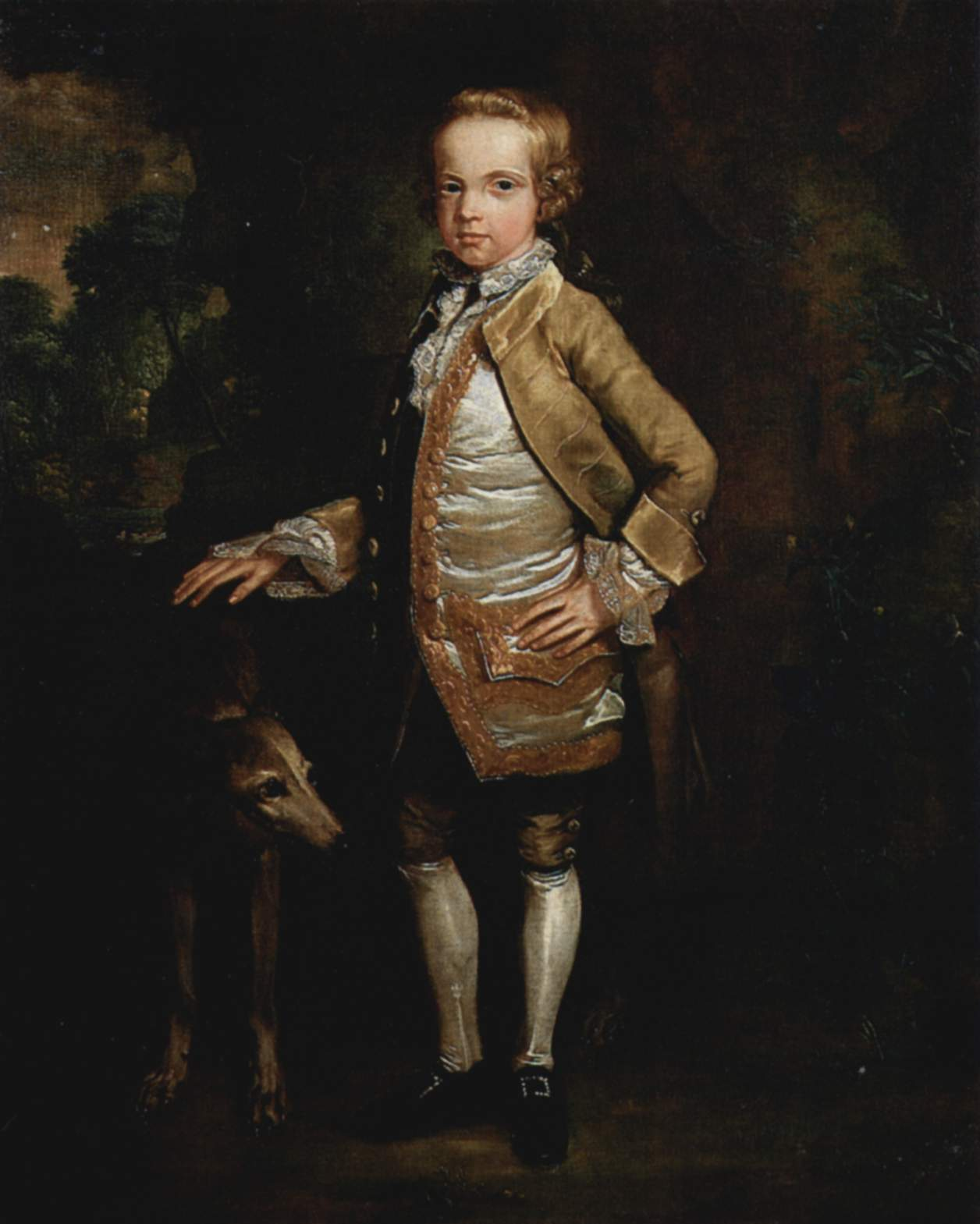
Портрет Джона Нельторпа
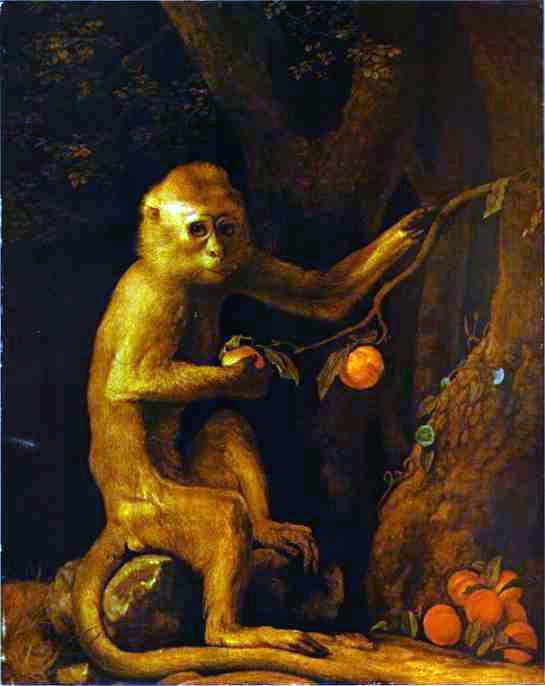
Зелёная обезьянка (1798)
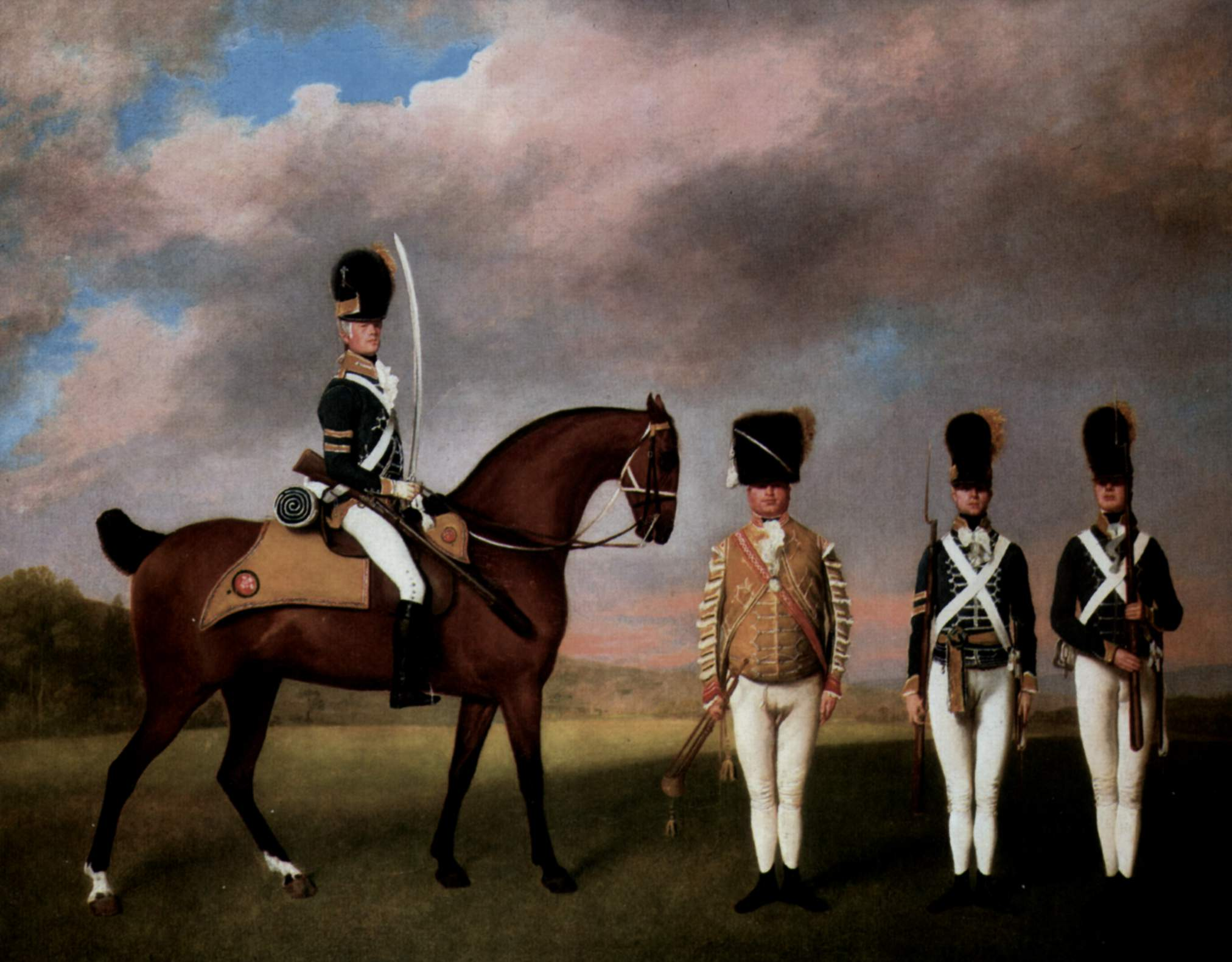
Солдаты 10-го Драгунского полка (1793)
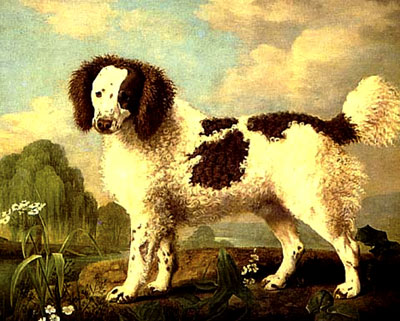
Спаниель (1778)
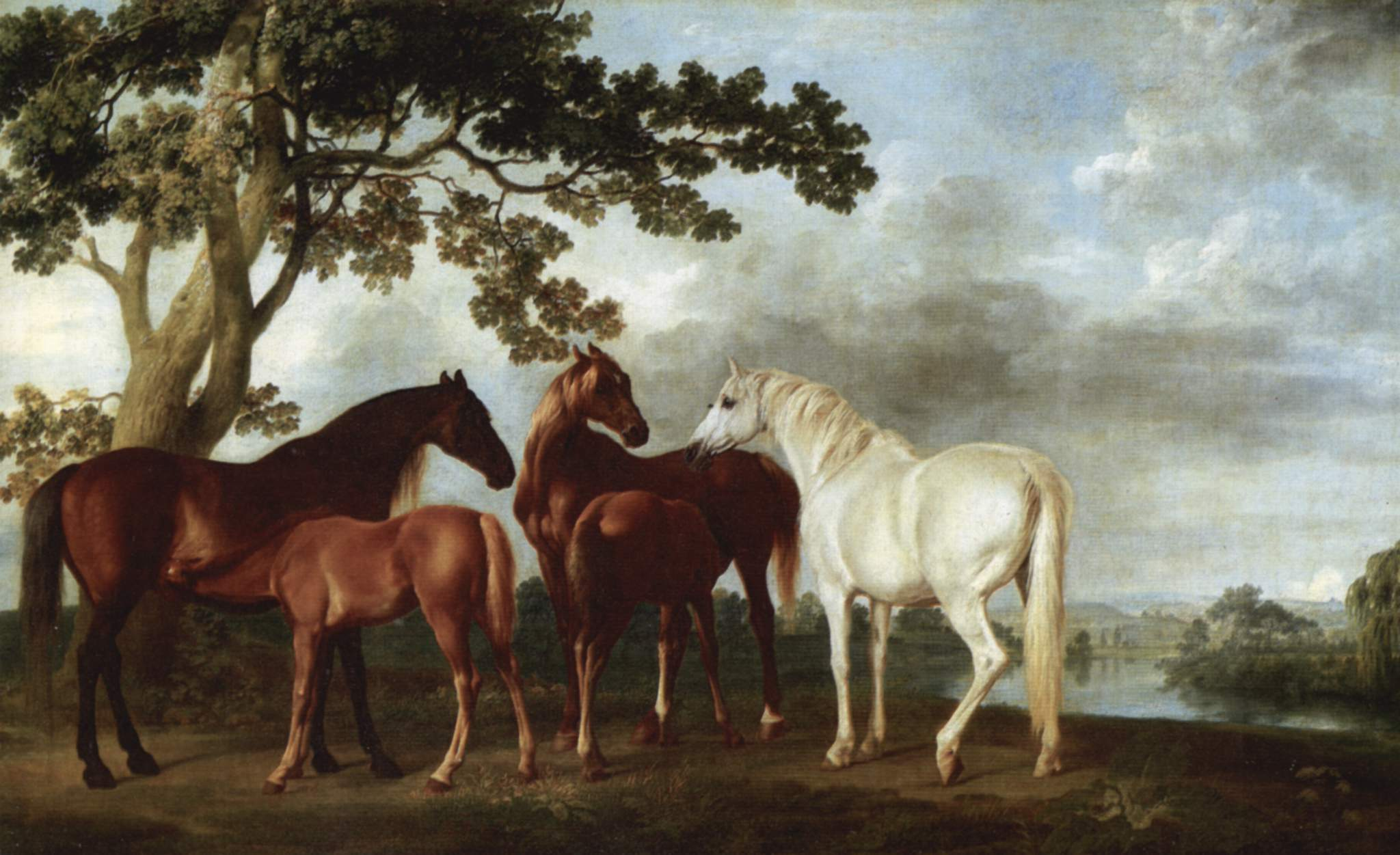
Кобылы с жеребятами на речном берегу (1763-68)
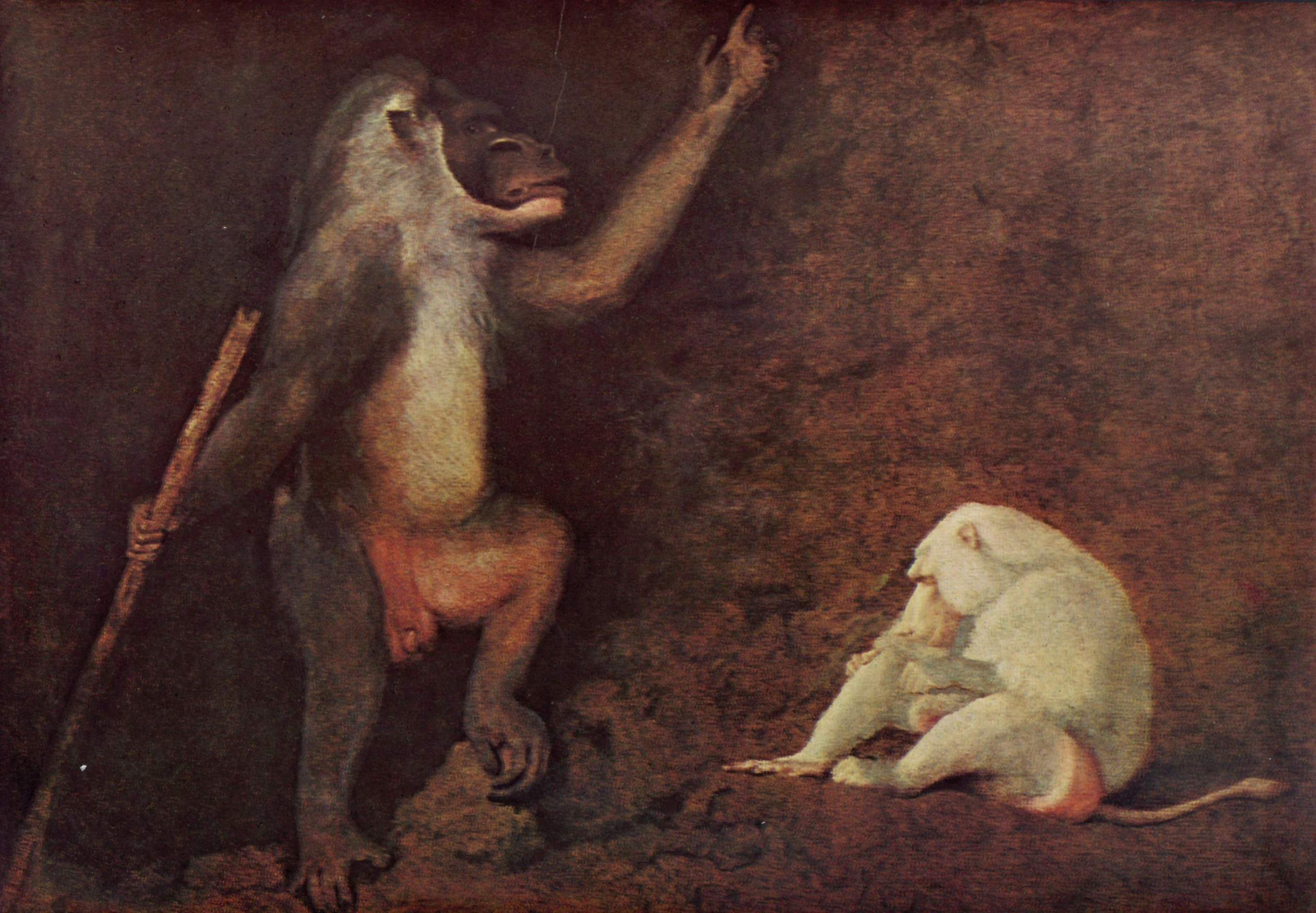
Павиан и макака-альбинос (1780)
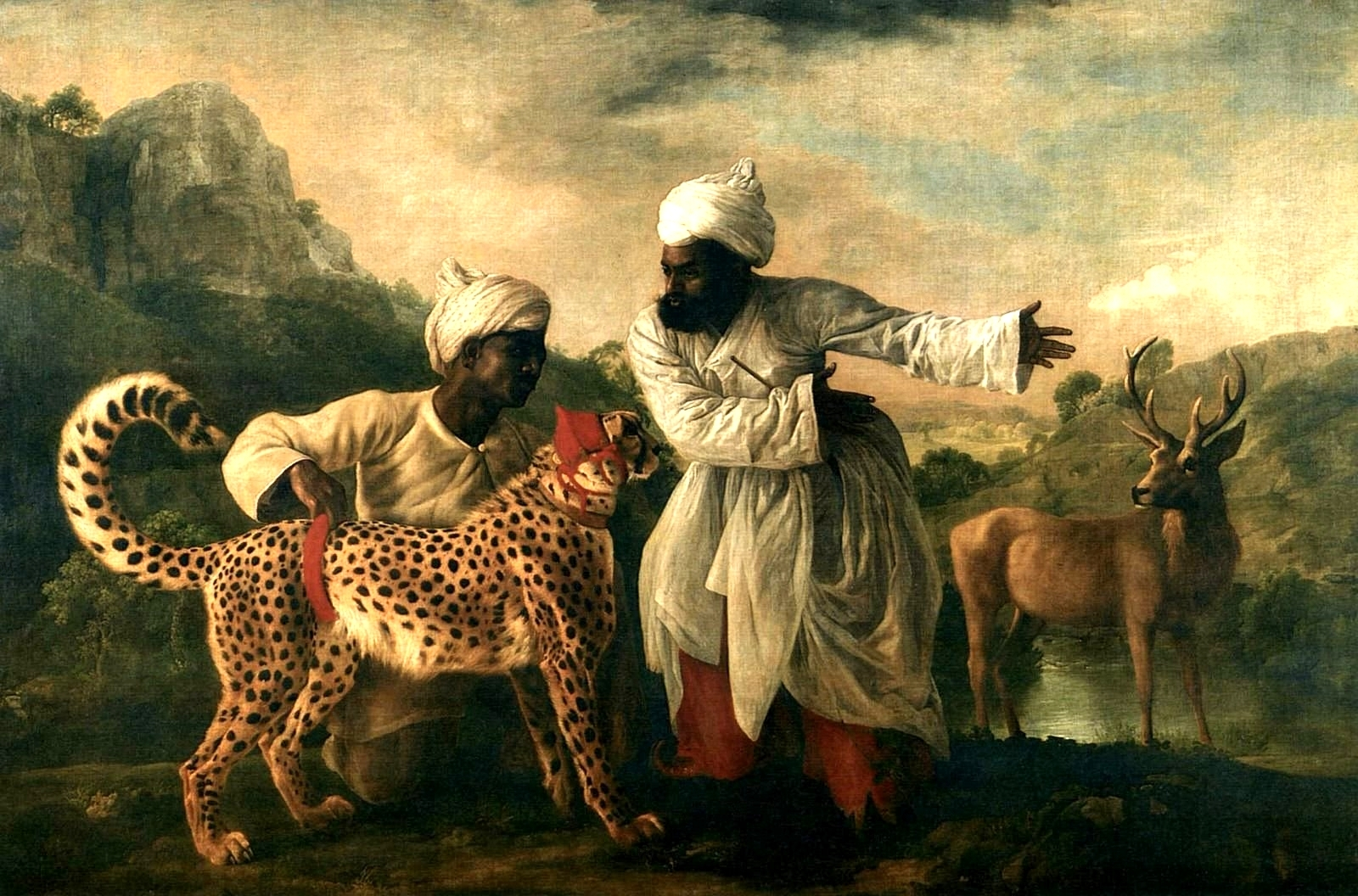
Два слуги-индийца с гепардом и олень (1764-65)